# La Tauromàquia (Picasso)
La tauromàquia és una sèrie d'obres de bibliòfil del pintor espanyol Pablo Picasso, publicada el 1956 per Gustau Gili i Esteve.

## Història

### Proposta inicial
El projecte d'edició de La Tauromàquia es va iniciar el 1926, quan Gustau Gili i Roig es va posar en contacte amb Pablo Picasso per a oferir-li la possibilitat de realitzar les il·lustracions per a un dels seus nous llibres de la col·lecció d'Ediciones de la Cometa. L'artista malagueny va accedir a il·lustrar el llibre sobre la tauromàquia escrit segles abans 
per José Delgado, inspirant-se molt probablement en els gravats sobre el toreig realitzats per Goya, per qui Picasso sentia una veritable admiració. Aquest procés editorial es veuria aturat sense un motiu aparent el 1930.

### Recuperació del projecte
No fou fins a gairebé trenta anys més tard, el 1956, quan Gustau Gili i Esteve reprendria les converses amb Picasso per tal de finalitzar el projecte iniciat pel seu pare. El vincles que es van establir entre Gustau Gili i Esteve i Picasso van sobrepassar l'àmbit estrictament professional i la seva amistat es va enfortir en els anys successius. Això es comprova en el paper clau que va jugar Gili en l'obertura del Museu Picasso de Barcelona l'any 1963, així com en la posterior donació al museu per part de Jacqueline Picasso d'una part important de l'obra de l'artista als fons del museu de la ciutat.
D'aquesta edició bibliòfila es van imprimir 263 exemplars, amb les 26 corresponents aiguatintes al sucre, al taller Lacourière-Frélaut de París, en presència de Picasso, Jacqueline i Jaume Sabartés.
El paper utilitzat per a l'ocasió va ser especialment preparat per la casa Guarro i portat a París des de Barcelona i incloïa una filigrana de cap de toro creada per l'artista. A tall de portada, Picasso va realitzar una punta seca, impresa al taller de Jaume Pla a Barcelona, on apareix l'estel, que és el símbol d'Ediciones de la Cometa de Gili. Els textos van ser 
impresos a la Sociedad Alianza de Artes Gráficas (SADAG) de Barcelona el 25 d'octubre de 1959.

### Exposició
Entre abril i setembre de 2013 va tenir lloc una exposició commemoartiva a la Fundació Suñol de Barcelona on es van poder veure diverses de les obres originals.

## Picasso i els toros
La relació de Picasso amb el món del toro es remunta a la seva infància, quan sovint acompanyava el seu pare a les corrides que tenien lloc a la plaça de Màlaga. La fascinació pels braus i el toreig es converteix en un tema recurrent en l'obra de Picasso, tot abordant en el ritual tauromàquic conceptes duals com amor-erotisme, violència-puresa, botxí-víctima o llum-ombra, entre d'altres.